# Dumbarton Football Club
Dumbarton Football Club é um clube de futebol da Escócia, sediado na cidade de Dumbarton. Sedia seus jogos no The Bet Butler Stadium, localizado perto do Castelo de Dumbarton.
O Dumbarton, quarto time mais antigo da Escócia (fundado em 1872), foi um dos maiores clubes de futebol do século XIX, tendo ganhado a Scottish Football League no dois primeiros anos de competição. Desde então, o clube vêm passado a maioria dos anos nas divisões inferiores do futebol escocês, sendo em 1985 sua última participação na primeira divisão.

## Links
- Site oficial do Dumbarton